# Oruza discifascia
Oruza discifascia är en fjärilsart som beskrevs av Holland 1894. Oruza discifascia ingår i släktet Oruza och familjen nattflyn. Inga underarter finns listade i Catalogue of Life.